# Bilaspur (Rampur)
Bilaspur è una suddivisione dell'India, classificata come municipal board, di 35.729 abitanti, situata nel distretto di Rampur, nello stato federato dell'Uttar Pradesh. In base al numero di abitanti la città rientra nella classe III (da 20.000 a 49.999 persone).

## Società

### Evoluzione demografica
Al censimento del 2001 la popolazione di Bilaspur assommava a 35.729 persone, delle quali 18.878 maschi e 16.851 femmine. I bambini di età inferiore o uguale ai sei anni assommavano a 6.169, dei quali 3.192 maschi e 2.977 femmine. Infine, coloro che erano in grado di saper almeno leggere e scrivere erano 16.900, dei quali 9.910 maschi e 6.990 femmine.